# Pia Juul

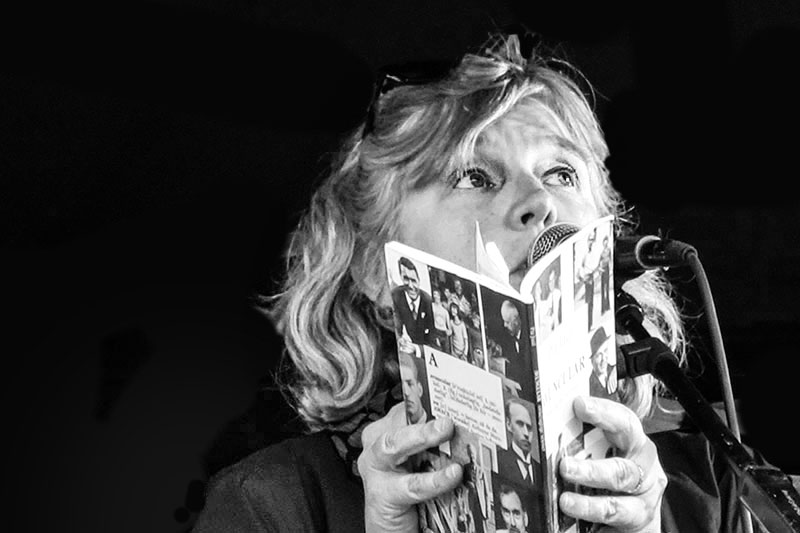
Pia Juul 2016.

Pia Elisabeth Juul (pronunciación en danés: /ˈpiə ˈjuːl/; Korsør, 30 de mayo de 1962-Copenhague, 30 de septiembre de 2020) fue una poetisa, escritora y traductora danesa. Fue miembro de Det Danske Akademi, la Academia Danesa. También enseñó en la escuela de escritura Forfatterskolen en Copenhague.

## Biografía
Juul nació en Korsør, Dinamarca, en 1962. Sus padres Inge Kærsgaard Hansen y Kurt Holger Juul fueron profesores de escuela secundaria popular. Creció en Skælskør antes de mudarse al pueblo de Rørbæk en la región de Himmerland a la edad de seis años con sus padres, su hermano y su hermana menor.
Finalizó sus estudios secundarios en el Gymnasium de Hobro en 1981 y se Inscribió en estudios de inglés en la Universidad de Aarhus, aunque luego abandonó, ya que prefería dedicar su tiempo a escribir poemas. Debutó  en 1983 en la revista Hvedekorn. Su primera colección de poemas, levende og lukket, se publicó en 1985.
En 1985 visitó la exposición Dios y gramática en Copenhague, una manifestación de la expresión artística de la generación de los 80. Allí quedó completamente hipnotizada por la lectura cantada del poeta Søren Ulrik Thomsen. Fue esta experiencia la que la convenció de que debía ser poeta. Desde entonces, ha publicado varias novelas y colecciones de poemas, dominaba tanto la poesía como la prosa y mezclaba humor y seriedad. «Dificultades escritas con mano ligera», así ha descrito la propia Pia Juul su literatura, donde lo humorístico y lo inquietante van de la mano.
Su novela Skaden de 1990, es una de las obras que marcan el comienzo de la nueva prosa consciente de la forma de la década de 1990 danesa. 
Además de escribir, tradujo literatura inglesa, estadounidense y sueca al danés. De 1989 a 1993, Juul fue coeditora de la revista literaria danesa Den Blå Port. Luego se desempeñó como miembro de la junta de Danske Skønlitterære Forfattere (Escritores de ficción daneses) de 1993 a 1995 y formó parte del comité literario de la Fundación de las Artes Danesas desde 1996.
Fue galardonada con el Premio Beatriz de la Academia Danesa en 2000, y la beca vitalicia para artistas de la Fundación danesa de artes. Se convirtió en miembro de la Academia en 2005. Comenzó a trabajar como profesora en la escuela de escritura Forfatterskolenn en 2005. En 2009, recibió el Danske Banks Litteraturpris por su novela Mordet på Halland.
También ha escrito libros infantiles y una biografía de la fotógrafa Marianne Engberg: Et liv med lys, 2011.
Luego que se divulgaran las revelaciones sobre la red de vigilancia mundial en 2013, Juul se movilizó y se unió a más de mil escritores de todo el mundo, incluidos Umberto Eco y T. C. Boyle, para firmar un llamamiento para crear una convención internacional sobre derechos digitales para evitar que los gobiernos y las corporaciones abusen de la tecnología con fines de vigilancia.
Pia Juul vivió en la residencia de becarios del Museo Bakkehus de 2012 a 2016. 
Falleció el 30 de septiembre de 2020 a la edad de cincuenta y ocho años tras una corta enfermedad.

## Obras
- levende og lukket, poemas, 1985
- i brand måske, poemas, 1987
- Forgjort, poemas, 1989
- Skaden, novela, 1990
- En død mands nys, poemas,1993
- sagde jeg, siger jeg, poemas, 1999
- Mit forfærdelige ansigt, cuentos, 2001
- Gespenst & andre spil, novela dramática, 2002
- Opgang, cuentos, 2002
- Jeg vil hellere dø, cuentos, 2003
- Lidt ligesom mig, libro infantil, 2004
- Dengang med hunden, cuentos, 2005
- Helt i skoven, poemas, 2005
- På jagt, libro infantil, 2005
- Mordet på Halland, novela, 2009
- Radioteateret, poemas, 2010
- Et liv med lys, biografía, 2011
- Af sted, til hvile, cuentos en episodios, 2012
- Indtil videre: samlede digte, recopilación de poemas, 2012
- Noveller, 2014
- Avuncular: onkelagtige, textos, 2014
- Forbi, digte, poemas, 2018
- Asterisk, tekster, textos, 2018

## Publicaciones en español
- Dije, digo. Editorial del Gabo, 2015. ISBN 0692409211[11][12]

## Premios y reconocimientos
- 1994 - Medalla Emil Aarestrup[2]
- 2000 - Premio Beatrice
- 2003 - Beca Leo Estvads
- 2006 - Beca de Aage Barfoeds y Frank Lund
- 2006 - Beca de trabajo Statens Kunstfonds
- 2009 - Premio de literatura de Danske Bank
- 2010 - Premio de Literatura de Montana
- 2012 - Premio literario de la crítica danea
- 2015 - Nominación Premio de Literatura del Consejo Nórdico 2015.[13]
- 2015 - Beca Drachmann[14]
- 2000 - Limfjordsegnens Litteraturpris[15]